# Chris Brown
Christopher Maurice Brown, detto Chris (Tappahannock, 5 maggio 1989), è un cantautore, ballerino, produttore discografico, graffitista, attore e rapper statunitense. Considerato una figura prominente del suo tempo nella musica urbana, Brown viene riconosciuto come un'icona, avendo guadagnato un seguito di culto e ampi paragoni a Michael Jackson per la sua presenza scenica da cantante-ballerino.
Uno dei cantanti R&B di maggior successo di tutti i tempi, è stato spesso definito da molti contemporanei come il "Re dell'R&B". Il suo stile musicale è stato descritto "poliedrico", mentre i temi trattati nei suoi testi affrontano tematiche prevalentemente emotive o edoniste. Con circa 200 milioni di copie vendute, è il settimo artista con il maggior numero di ingressi nelle classifiche statunitensi, ha ricevuto numerosi riconoscimenti, tra cui due Grammy Awards, quindici BET Awards, sei Soul Train Music Award e quattro Billboard Music Awards.
Debuttò nel 2005 con l'album Chris Brown all'età di 16 anni. Nell'album è contenuto il singolo Run It!, che raggiunse la vetta della classifica Billboard Hot 100, rendendo Brown uno dei pochi ad essere arrivati in vetta alla classifica con il suo singolo di debutto. Il suo secondo album Exclusive (2007) generò la sua seconda canzone numero uno della Hot 100, Kiss Kiss. Nel 2009, mesi prima dell'uscita del suo terzo album Graffiti, Brown ricevette una larga attenzione mediatica dopo essersi dichiarato colpevole di aver aggredito la sua ragazza di allora, la cantante Rihanna. Il quarto album F.A.M.E. (2011) esordì alla prima posizione della Billboard 200, facendogli ottenere il suo primo Grammy Award, nella categoria Best R&B Album. L'anno successivo pubblicò Fortune, anch'esso numero uno della classifica statunitense, per poi incidere gli album X, Fan of a Fan: The Album e Royalty, tutti entrati nelle Top 10 delle classifiche statunitensi all'esordio. Nel 2017 uscì l'ottavo album in studio Heartbreak on a Full Moon, un doppio disco contenente 45 tracce, che venne certificato disco d'oro ad una sola settimana dall'uscita, e nel 2019 il nono Indigo, divenne il terzo album del cantante a esordire alla prima posizione della Billboard 200.
Nel corso della sua carriera ha inoltre collaborato in numerose hit di successo, tra cui No Air con Jordin Sparks, International Love con Pitbull e Freaky Friday con Lil Dicky, arrivando ad affermarsi come una delle figure di maggior spicco del panorama hip-hop/R&B, collaborando con artisti del calibro di Kanye West, Lil Wayne, Nicki Minaj, Nas, Future, Kendrick Lamar, Drake, Busta Rhymes, Usher, R. Kelly, Tyga e Rihanna.
Ha inoltre intrapreso una carriera come attore, recitando in alcune serie televisive e film, tra cui The O.C. e Takers.

## Biografia e carriera musicale
Chris Brown è nato e cresciuto nella piccola località di Tappahannock in Virginia. Iniziò a cantare nel coro della chiesa, per poi proseguire durante la stessa infanzia con un collettivo di ragazzi, ispirandosi ad artisti come Michael Jackson e Sam Cooke. È il primo di due figli di Clinton Brown, una guardia carceraria in una prigione locale, e Joyce Hawkins, ex-direttrice di un centro per bambini. Contemporaneamente alla scoperta delle sue doti vocali da parte della madre, Brown venne notato anche per le sue abilità da ballerino. Allo stesso tempo, Brown stava attraversando problemi personali. I suoi genitori divorziarono e l'allora fidanzato di sua madre lo terrorizzò sottoponendo la madre a violenza domestica. Nonostante il suo desiderio iniziale nell'essere un rapper che spaziava anche al canto, i suoi collaboratori tecnici nel campo musicale lo convinsero ad inoltrarsi prettamente nell'R&B.

### 2005-06: L'inizio e il successo:Chris Brown: The album

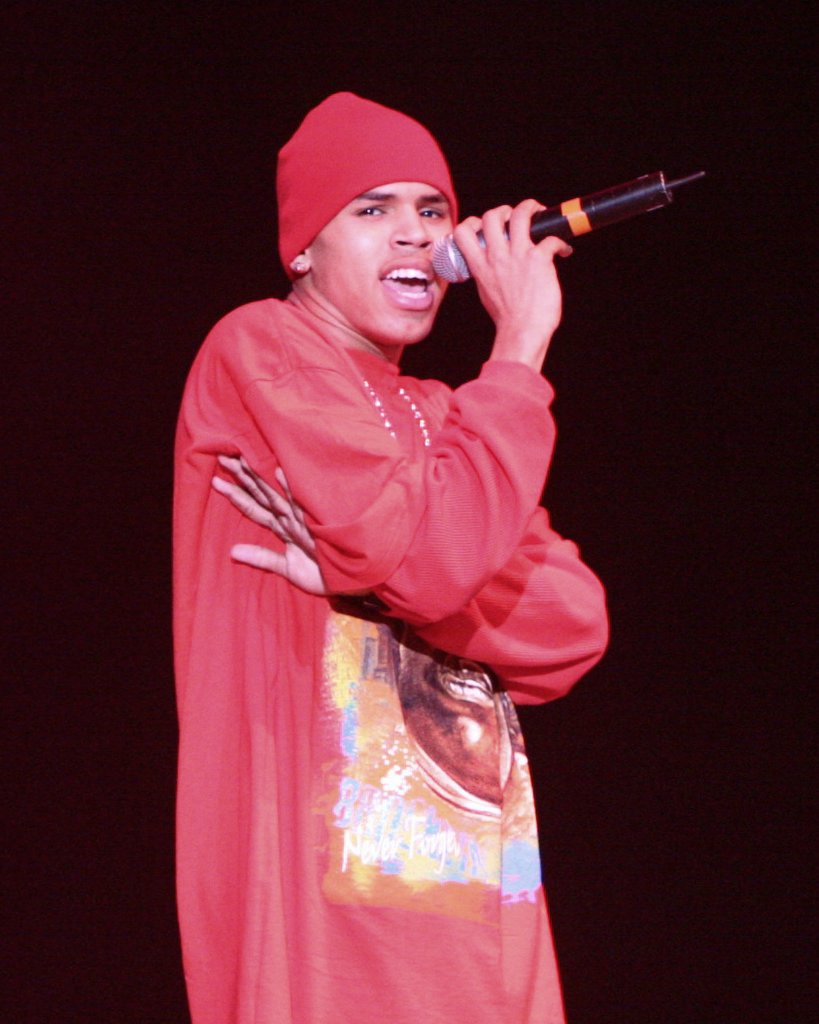
Chris Brown in concerto nel dicembre del 2005

Nel 2002, all'età di 13 anni, Brown è stato notato alla stazione di servizio dove lavorava suo padre da un team di produzione locale nominato Hitmission Records, che era alla ricerca di talenti. Nell'agosto del 2004, il team di produzione di Brown, che aveva adattato il nome d'arte di "C-Syzle", mandò un CD di demo con tutti gli artisti da loro proposti alla Def Jam Recordings, e all'ascolto della raccolta, l'attenzione di Tina Davis, A&R esecutiva della Def Jam Recordings, cascò prettamente sulla traccia di Brown, intitolata Whose Girl is That. In seguito Brown venne chiamato per spostarsi dalla Virginia a New York, per una permanenza che lo portò a fare il suo provino per l'Island Def Jam Music Group, davanti ad Antonio L.A. Reid, ed altre case discografiche, tra cui la Bad Boy Records, esibendosi davanti a Puff Daddy.
Successivamente Antonio L.A. Reid gli offrì un contratto, che Brown rifiutò poiché il produttore discografico non volle parlare con sua madre. Successivamente Tina Davis perse il suo lavoro, a causa di una ristrutturazione aziendale, dopo che la Def Jam Recordings e la Roc-A-Fella Records si unirono. Lo stesso giorno, Brown la assunse come suo manager e si trasferì nella sua casa nel New Jersey. Dopo settimane di ricerca per un'etichetta, Brown ottenne un contratto con la Jive Records. Brown abbandonò la scuola per dedicarsi interamente alla sua musica. Brown poi iniziò a registrare l'album a Miami, con Mark Pitts, l'A&R della Jive Records, che fece firmare Brown con la casa discografica. A quel punto, registrarono circa 50 canzoni per il suo primo album. L'album inizialmente doveva intitolarsi Young Love, ma l'idea fu scartata poiché venne considerata "troppo adolescenziale".
Il 15 novembre 2006 si esibisce sul palco dei World Music Awards in una performance di Thriller di Michael Jackson, guadagnando molte critiche positive. Nel corso della serata Brown raggiungerà lo stesso Jackson sul palco durante l'esibizione di quest'ultimo in We Are The World.
L'album, intitolato Chris Brown, uscì il 29 novembre del 2005. Il primo singolo Run It! divenne presto una hit di enorme successo mondiale e raggiunse la prima posizione in vari paesi come Stati Uniti, Giappone e Australia, rendendo Brown il primo artista ad essere arrivato in vetta alla classifica con il suo singolo di debutto in oltre 7 anni, a seguito di Puff Daddy con I'll Be Missing You. Fu seguito da Yo (Excuse Me Miss) che confermò ulteriormente il nome dell'artista, arrivando alla settima posizione nella classifica statunitense e alla tredicesima nel Regno Unito. Il terzo singolo, uscito nel marzo del 2006, fu Gimme That, (il singolo è stato realizzato in collaborazione con Lil' Wayne, ma è presente nell'album senza il featuring), che si piazzò dapprima alla numero 80 della Billboard Hot 100, salendo poi in classifica divenendo multiplatino, come, il quarto singolo, Say Goodbye, ballata presente anche nella colonna sonora del film Step Up. Il disco, con sonorità prettamente R&B con produzioni e collaborazioni hip hop, ricevette una egregia risposta critica e commerciale nei paesi anglofoni, vendendo complessivamente oltre 5 milioni di copie.
Il 13 giugno del 2006 il cantante pubblicò il suo primo DVD Chris Brown Journey, contenente le foto dei viaggi dell'artista a Londra e in Giappone, il dietro-le-quinte dei video, i live, le interviste e le partecipazioni ai Grammy Awards. Il 17 agosto dello stesso anno, Chris Brown e l'artista R&B Ne-Yo hanno intrapreso il loro Up Close and Personal Tour, riscuotendo un ottimo successo nelle 28 città visitate.

### 2007-08:Exclusive: l'esplosione del successo

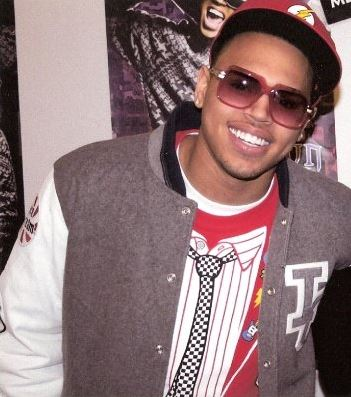
Chris Brown nel 2008

Dopo aver concluso il suo tour collaborativo con Ne-Yo, Brown decise di lavorare al suo secondo album Exclusive, programmato per uscire il 28 agosto 2007, essendo poi posticipato al 6 novembre. Il disco vide la musica R&B del cantante allargarsi ad influenze maggiormente pop, assenti nel precedente disco, raggiungendo un enorme successo internazionale. Il primo singolo estratto, Wall to Wall, uscì il 2 maggio del 2007, raggiungendo la 72 della Billboard Hot 100, facendo numeri notevolmente minori rispetto ai singoli antecedenti. Il secondo singolo Kiss Kiss, realizzato con T-Pain e prodotto da lui stesso, ha raggiunto invece la numero 1 della Billboard Hot 100 ottenendo un notevole successo internazionale. Il terzo, With You raggiunse la numero 2 della Billboard Hot 100, diventando il singolo più venduto dell'artista, nonché il terzo più venduto del 2008. Con il suo videoclip di questo singolo è riuscito a vincere il suo primo Moonman agli MTV Video Music Awards 2008 nella categoria "Miglior Video maschile". Successivamente fu estratto il singolo Take You Down, nominato come Best Male R&B Vocal Performance ai Grammy Awards 2009, dove perse contro Miss Independent di Ne-Yo..
La ri-edizione di Exclusive, pubblicata il 3 giugno 2008, ed intitolata Exclusive: The Forever Edition, incluse quattro nuove tracce, compreso il singolo Forever, che raggiunse la seconda posizione della Billboard Hot 100, Il brano, avendo ottenuto un largo successo internazionale, e ottime ricezioni da parte della critica, finì per essere considerato uno dei brani più celebri del cantante, certificandosi come il quarto più venduto del 2008. Per promuovere l'album, Brown ha avviato anche il tour The Exclusive Holiday, con il quale ha toccato venti tappe negli Stati Uniti, partendo da Cincinnati e concludendo ad Honolulu. Al termine della promozione, l'album Exclusive risultò aver venduto oltre 3 milioni di copie soltanto negli USA.
Brown iniziò a intraprendere più frequentemente collaborazioni col mondo musicale urban, apparendo nell'album di Nas nel brano Make the World Go Round, lavorando anche con Ludacris, T-Pain, Lil Mama, e infine Jordin Sparks, per il loro duetto di successo No Air. Oltre alle sue apparizioni musicali da protagonista, l'artista ottenne notevoli risultati anche per il suo lavoro dietro le quinte, scrivendo il singolo di successo Disturbia, cantata dall'allora fidanzata Rihanna.
La rivista Billboard lo nominò nel 2008 "l'artista dell'anno".

### 2009-10:Graffiti: il declino momentaneo
Brown nel 2008 iniziò a lavorare al già annunciato terzo album Graffiti, affermando di sperimentare nel sound del disco verso direzioni fuori dai suoi precedenti canoni musicali, essendo maggiormente artefice delle decisioni artistiche. In seguito all'ampiezza mediatica per lo scandalo di violenza domestica che vide partecipe il cantante e la sua allora compagna Rihanna l'8 febbraio 2009, la preponderante parte dei media presero posizioni contro il cantante, diminuendo notevolmente la forte rotazione dei suoi successi. Brown perse numerosi contratti di partnership, e a quanto dichiarato dallo stesso cantante nel suo documentario del 2017 Welcome to My Life, passò rapidamente dall'essere "una delle persone più amate d'America, all'essere il nemico pubblico numero uno". Il cantante in seguito durante l'anno partecipò a numerose partecipazioni televisive a scopo di esprimersi pubblicamente al riguardo.
Debuttò musicalmente dopo lo scandalo col singolo I Can Transform Ya, raggiungendo un buon successo nei paesi anglofoni, seguito da Crawl che non ricevette altrettanta attenzione. L'8 dicembre 2009, Brown pubblicò il suo terzo album in studio, Graffiti, con sonorità R&B unite a forti elementi di musica elettronica e musica rock. Nei testi dell'album il cantante affrontò la sua separazione amorosa con Rihanna e le conseguenze sulla sua emotività dello scandalo pubblico, alternando queste tematiche a brani più incentrati su argomenti più leggeri. Il disco fu un flop, debuttando alla settima posizione della Billboard 200, con vendite notevolmente minori ai suoi precedenti lavori. La critica musicale giudicò aspramente il disco, con recensioni altamente negative.

### 2010-12:F.A.M.E.eFortune: la risalita internazionale

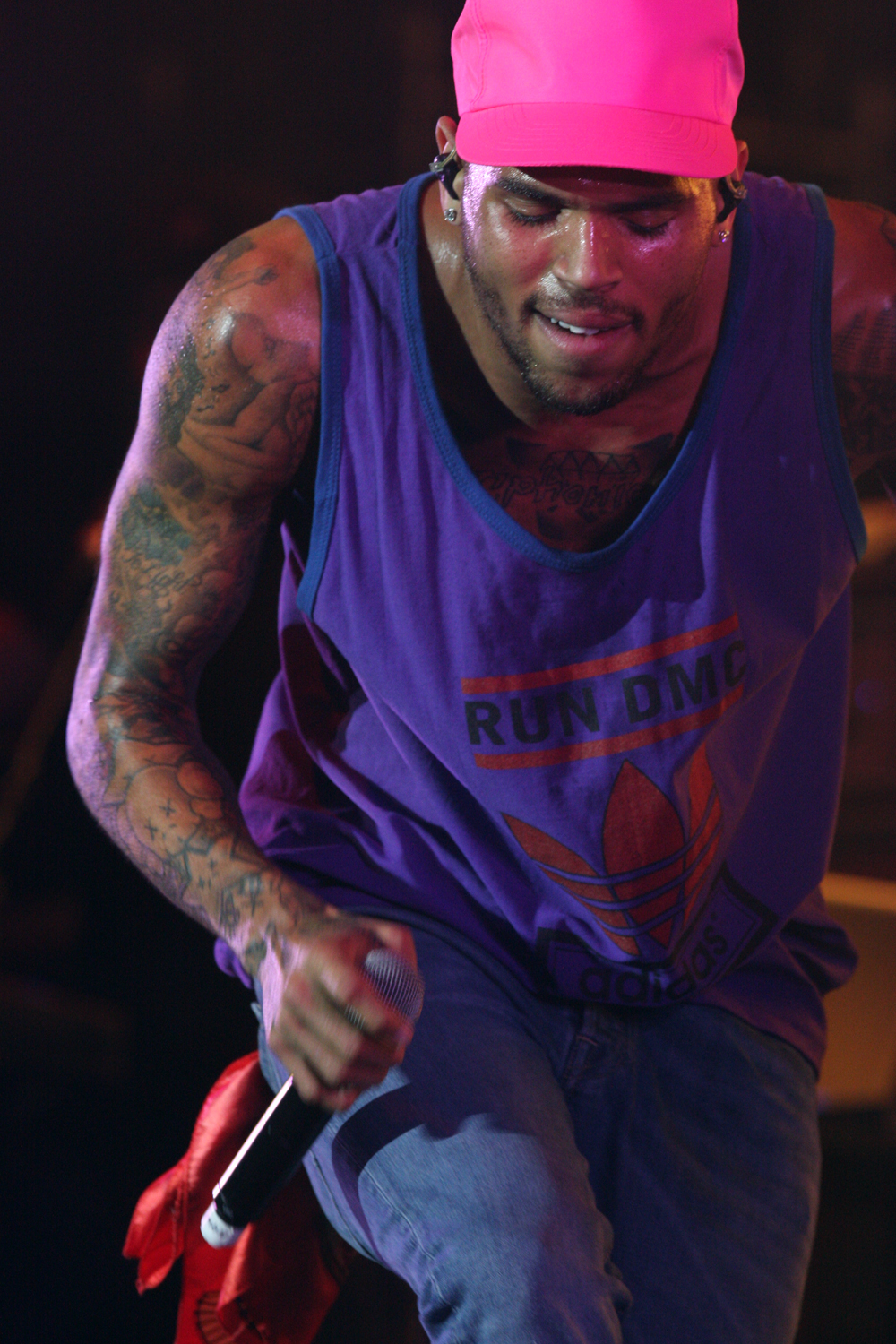
Chris Brown live al "Supafest 2012", a Sydney, Australia

Nel 2010 Brown pubblicò gratuitamente i 3 mixtape In My Zone (Rhythm & Streets), Fan of a Fan (mixtape collaborativo con Tyga), e In My Zone 2, gestendo al 100% la direzione artistica dei progetti, che presentavano un nuovo stile di scrittura con tematiche più adulte, e lavorando con nuovi produttori, in particolare Kevin McCall. I mixtape furono molto apprezzati dal pubblico più fedele dell'artista, consolidandolo notevolmente, e il singolo Deuces, estratto dal mixtape Fan of a Fan, ottenne il plauso della critica, oltre che un buon successo nazionale. Il brano successivamente fu remixato dai più grossi nomi della scena hip-hop di allora, tra cui Drake, Kanye West & André 3000, Rick Ross, Fabolous, e T.I..
In seguito estrasse il brano solista No Bullshit come secondo singolo da Fan of a Fan, e decise di inserire i due singoli del mixtape come singoli d'anticipazione del suo successivo album. Nel settembre del 2010 annunciò il suo successivo album, F.A.M.E. [acronimo di "Forgiving All My Enemies" (Perdonare tutti i miei nemici)], pubblicando in ottobre il primo singolo ufficiale del disco Yeah 3X, con sonorità dance-pop, differenti dai lavori urban dei mixtape. Il singolo ricevette un enorme successo internazionale e si aggiudicò i primi posti in molti paesi tra cui Australia e Regno Unito, segnando definitivamente il ritorno al successo dell'artista. Fu succeduto dal singolo hip-hop, Look at Me Now, con la collaborazione dei rapper statunitensi Lil Wayne e Busta Rhymes, pubblicato nel febbraio del 2011, posizionandosi sesto nella Billboard Hot 100. Il singolo divenne il brano rap più venduto del 2011.
Ad un anno e mezzo dalla pubblicazione dell'ultimo album in studio, Brown pubblicò F.A.M.E., dove ebbe piena gestione di ogni scelta lavorativa, collaborando con il team di produttori dei mixtape e nomi di alto rilievo nel panorama musicale. L'album nella prima settimana divenne la sua prima posizione della Billboard 200 con un numero di vendite pari a 300.000, marcando fortemente il suo ritorno nella fascia più altra dell'industria musicale.
Il disco ricevette una risposta polivalente dalla critica musicale, venendo considerato da alcuni come il migliore lavoro dell'artista grazie alla sua poliedricità musicale, tuttavia una fetta della critica si rifiutò di supportarlo, a causa della largamente nota condanna ricevuta dall'artista per violenza domestica del 2009. L'album venne certificato disco d'oro dopo il primo mese, vendendo oltre 500 000 copie solo negli USA e più di 100.000 nel resto del mondo. Nel 2011 ha pubblicato ulteriori 4 singoli dal disco, tra cui le collaborazioni di successo con Justin Bieber nel brano Next 2 You, e con Benny Benassi nella traccia Beautiful People. Durante lo stesso anno riceve molta attenzione la sua performance ai BET Awards, dove conquistò premi tra i quali: "Miglior Artista Maschile R&B", "Migliore Collaborazione" e "Viewer's Choice Award" (per Look at Me Now) ed infine "Video dell'anno" per lo stesso singolo. Due mesi dopo a New York riesce a battere il record stabilito da Lady Gaga al Today Show, trascinando un pubblico di 18.000 persone causando così la chiusura di 48 strade newyorkesi ed una massiva azione della sicurezza.
L'album fu coronato con la vincita al miglior album R&B in occasione dei Grammy Awards 2012.
Il 7 gennaio 2012 Chris Brown rivelò sul suo account Twitter l'arrivo del suo quinto album Fortune, che divenne il primo album di Brown ad essere pubblicato dalla casa discografica RCA Records, in seguito all'acquisizione di quest'ultima etichetta di tutti gli artisti precedentemente sotto la Jive Records. Negli Stati Uniti l'album debuttò alla prima posizione nella Billboard 200, vendendo 134 000 copie nella prima settimana; ha debuttato al primo posto anche nei Paesi Bassi, Nuova Zelanda e Regno Unito e ha raggiunto la top ten in Australia, Canada, Francia, Irlanda, Giappone e Svizzera. L'album fu trainato dal successo di singoli come Turn Up the Music, Don't Wake Me Up e Don't Judge Me. Nonostante Fortune venne stroncato dalla critica, ottenne una candidatura ai Grammy Awards 2013.

### 2013-15:XeRoyalty
Brown affermò durante la 55ª edizione dei Grammy Awards di voler abbandonare la direzione musicale elettronica del suo precedente lavoro, per direzionarsi verso un progetto più vulnerabile, con tematiche più mature, e un sound più raffinato, definito da più strumenti dal vivo, in un album prettamente urban.
Il 15 febbraio 2013 il cantante pubblicò in maniera non ufficiale il brano Home, con tanto di videoclip, dove esprime una riflessione sul prezzo amaro della fama, e su come l'unico momento di tregua da quel pensiero sia quando lui torna nel quartiere dov'è cresciuto con la gente che lo conosce dal principio. Il 26 marzo 2013 Brown confermò definitivamente il titolo e l'uscita di X, confermando la presenza nell'album di collaborazioni con Diplo, Kendrick Lamar e Rihanna.
Il 29 marzo 2013 venne pubblicato il primo singolo ufficiale del disco, Fine China, ricevendo un'egregia risposta dalla critica, con alcuni che lo definirono il migliore singolo pubblicato dal cantante. Il 29 aprile 2013 annunciò l'uscita dell'album per il 16 luglio 2013, pubblicando in modo non ufficiale il brano I Can't Win. Il secondo singolo, Don't Think They Know, con la collaborazione postuma della cantante Aaliyah, venne pubblicato il 17 giugno 2013. La data di uscita del disco fu posticipata al 30 agosto, ed il 16 luglio ci fu invece la pubblicazione del terzo singolo estratto, Love More con Nicki Minaj.
L'uscita dell'album venne posticipata ulteriormente per decisioni gestionali della casa discografica, e problemi legali del cantante. Il 20 novembre del 2013 Brown patteggiò in tribunale a tre mesi da passare in un centro di riabilitazione per non finire in prigione, e perciò la data di uscita dell'album slittò ancora. Brown, per compensare al suo pubblico il ritardo continuo del disco, pubblicò un mixtape di 6 canzoni scartate da X intitolato X Files, che presenta collaborazioni con Busta Rhymes, Ludacris e Kid Ink. Il terzo singolo Loyal venne pubblicato durante il periodo di riabilitazione di Brown, e divenne senza una campagna promozionale il singolo di gran lunga più popolare del disco. Il 22 febbraio 2014, fu annunciato che l'album sarebbe stato pubblicato il 5 maggio del 2014, tuttavia in seguito a problemi comportamentali del cantante nel centro di riabilitazione, venne condannato a scontare una pena di 131 giorni, e l'uscita di X slittò ulteriormente.
Il 16 settembre 2014 Chris Brown pubblicò il suo quinto album di inediti, X. Il disco debuttò al secondo posto nella Billboard 200, vendendo 146 000 copie nella prima settimana negli Stati Uniti d'America raggiungendo buoni riscontri di vendita globalmente, un'ottima risposta critica, e 3 nomine ai Grammy Awards 2015. Nei mesi successivi, Brown collaborò con i cantanti Omarion e Jhené Aiko nel brano Post to Be, che divenne un altro grande successo per l'artista, ottenendo 3 dischi di platino negli Stati Uniti.

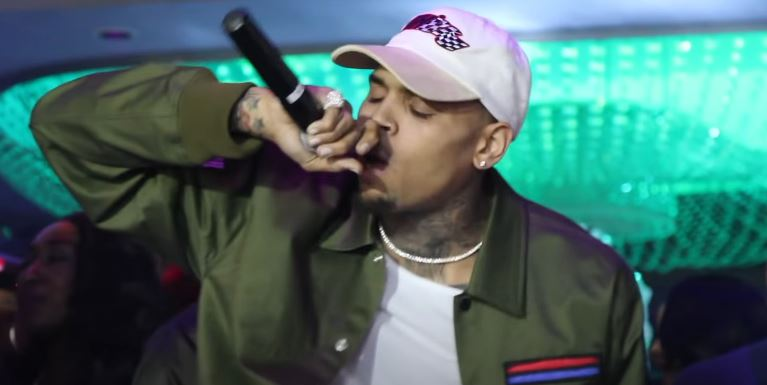
Chris Brown nel gennaio 2016, mentre canta "Back to Sleep" in un locale a Miami

Nel novembre dello stesso anno, Brown dichiarò che avrebbe pubblicato il seguito del mixtape del 2010 Fan of a Fan con Tyga, ossia l'album collaborativo Fan of a Fan: The Album, pubblicato il 20 febbraio del 2015, dalla quale fu estratto il fortunato singolo Ayo.
Il 25 giugno 2015, la rivista statunitense Billboard ha annunciato che Chris Brown avrebbe pubblicato un nuovo album nell'autunno dello stesso anno. L'album fu intitolato Royalty, in onore della sua figlia appena nata. Il 27 novembre del 2015, iniziale data di uscita del disco, a causa dello slittamento di mezzo mese del disco, Brown decise di pubblicare il mixtape Before the Party seguendo la tradizione del Black Friday, concede il download gratuito del mixtape, costituito da 34 canzoni inedite. Il mixtape presenta ospiti rilevanti nello scenario urban, e non solo: Rihanna, Kelly Rowland, Fetty Wap, Wiz Khalifa, Wale, Tyga, French Montana. Il progetto è intitolato Before The Party, perché fa da preludio appunto all'atteso settimo disco solista. Il materiale contenuto è costituito da canzoni escluse dagli ultimi dischi.
Royalty fu pubblicato il 18 dicembre 2015, ed il singolo estratto dall'album più di successo divenne il brano Back to Sleep. Il disco fu lavorato prevalentemente con produttori ed artisti underground. Per la promozione dell'album furono realizzati 8 video musicali diretti dallo stesso Chris Brown: i video nel loro complesso formano un vero e proprio cortometraggio, dando dunque vita ad una sorta di trasposizione visiva dell'album. Il disco venne accolto da critiche tiepide e vendite lievemente inferiori a quelle di X.

### 2016-19:Heartbreak on a Full MooneIndigo: gli album mastodontici

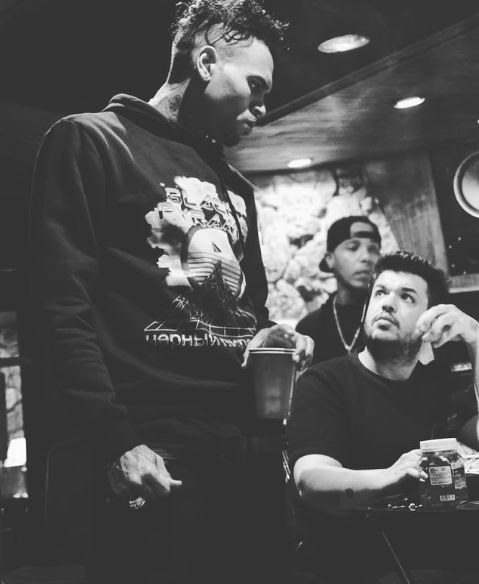
Brown (a sinistra) in studio a lavorare su Heartbreak on a Full Moon, nel giugno 2016

Brown iniziò a lavorare e registrare i primi brani per il suo successivo album, qualche settimana prima dell'uscita del suo album precedente, Royalty, nel 2015, continuando nel 2016 e nel 2017, anche durante 2 tournée dell'artista, che inoltre costruì uno studio di registrazione in casa sua.
Dall'inizio del 2016 Brown apparve molto frequentemente in collaborazioni e singoli, spaziando da featuring per artisti underground a nomi di alto livello, iniziando anche a pubblicare sui suoi account social numerosissimi ritagli anticipanti i brani a cui stava lavorando per il suo prossimo disco. Il 27 aprile del 2016 annunciò l'uscita di Grass Ain't Greener come primo singolo estratto dal successivo album, intitolato Heartbreak on a Full Moon. Durante il 2016 pubblicò due mixtape collaborativi, Before the Trap: Nights in Tarzana e Attack the Block, con il suo collettivo di amici nominato "OHB", dove viene descritto nei testi uno stile di vita spericolato, mediato da liriche tipiche del gangsta rap.
Successivamente il 16 dicembre del 2016 pubblicò il secondo singolo ufficiale dall'album, Party, con la collaborazione di Gucci Mane e di Usher, ed il singolo raggiunse un buon successo. Nei primi mesi del 2017 il cantante annunciò la pubblicazione di Privacy come terzo singolo d'anticipazione dell'album per il 24 marzo del 2016.
La prima tracklist dell'album fu annunciata il 2 maggio del 2017, annunciando che sarebbe stato un doppio disco di 40 tracce, e che sarebbe stato pubblicato a giugno dello stesso anno; tuttavia, a causa di scelte decisionali della casa discografica, l'uscita dell'album slittò.
Dopo aver annunciato a luglio 2017 l'uscita di due nuovi singoli, pubblicò rispettivamente il 4 agosto ed il 16 agosto, Pills & Automobiles, un brano tendente alla musica rap, che raggiunse un buon successo in patria, e Questions, un brano più pop, che ebbe successo soprattutto nei paesi europei, venne confermata l'uscita del disco per il giorno di Halloween. Il cantante disse in un'intervista per Complex nell'agosto del 2017 che l'album, quasi completamente finito, stesse a rappresentare tutto ciò che l'anima dell'artista voleva dire, attraverso brani introspettivi e personali, ed altri che raccontano le sfaccettature più lascive e festose, lasciando un senso di individualità..
Il 25 ottobre 2017 il cantante organizzò un concerto gratis a sorpresa a New York, organizzato da Tidal, dove eseguì i singoli dell'album ed altri suoi successi, e ringraziò i fan, affermando che lo hanno motivato molto per permettergli di poter fare un album di 45 tracce. Heartbreak on a Full Moon uscì il 31 ottobre 2017, e ottenne un'ottima risposta commerciale, soprattutto grazie allo streaming, che permise al disco di diventare disco d'oro in patria dopo una sola settimana.
Nel 2018, Brown collaborò col rapper Lil Dicky nel brano Freaky Friday: il brano ebbe un notevole successo internazionale, raggiungendo la numero 1 in UK e Nuova Zelanda e la top 10 in USA.
Nel gennaio 2019, Brown annunciò un nuovo accordo con i media globali internazionali e la sua etichetta RCA Records, diventando uno degli artisti più giovani ad avere i pieni diritti dei suoi album all'età di 29 anni. L'album Indigo fu annunciato come il primo album con questo accordo, con l'uscita del primo singolo Undecided il 4 gennaio 2019.
Successivamente ha pubblicato il secondo singolo ufficiale dall'album, Back to Love, l'11 aprile 2019, ottenendo una risposta positiva da parte dei fan e della critica. La settimana successiva ha pubblicato il terzo singolo dall'album, Wobble Up, con Nicki Minaj e G-Eazy.
L'8 giugno, Brown pubblicò No Guidance con Drake come quarto singolo dall'album. La collaborazione tra i due artisti suscitò sorpresa da parte del pubblico, a causa della loro faida pubblica durata diversi anni. Il brano debuttò nella top 10 della Billboard Hot 100, diventando la quindicesima canzone di Chris Brown nella top 10, certificandosi come la sua canzone più in voga come artista principale dopo Loyal del 2014.
Indigo, composto da 29 tracce, fu pubblicato il 28 giugno 2019. L'album ricevette notevoli risultati nelle classifiche internazionali, diventando il terzo album di Brown a raggiungere il primo posto della Billboard 200 seguendo l'album Fortune del 2012, nonostante non venne promosso con alcuna intervista giornalistica e radiofonica, o apparizione in TV, essendo il primo album di Brown a non avere una campagna di promozione da parte dei media, essendo spinto unicamente dai suoi account sui social media. 

### 2020 - presente:Slime & B, Breezye11:11
Nel 2020, Chris Brown pubblicò il suo mixtape collaborativo con il rapper Young Thug, lavorato durante aprile del 2020, all'arrivo delle restrizioni causate dalla pandemia di COVID-19. Il progetto si intitola Slime & B, e fu inizialmente pubblicato gratuitamente, a detta di Brown, per non "voler cercare di vendere qualcosa in un periodo in cui la gente soffre problematiche economiche". Tuttavia il brano Go Crazy iniziò ad ottenere una notevole risposta numerica da parte del pubblico, e venne lanciato ufficialmente come singolo. Il brano raggiunse la numero 3 della Billboard Hot 100 diventando la sedicesima top 10 hit di Chris Brown in carriera, e il suo primo brano a trascorrere più di un anno intero nella classifica. Sempre nel 2020 Brown annunciò un nuovo album da solista, Breezy, inizialmente previsto per il 2021.
Nei primi giorni del 2022 Brown pubblicò il singolo Iffy in qualità di primo estratto dall'album Breezy, in uscita il 24 giugno 2022. Per la promozione dell'album l'artista intraprese sia una residency presso il nightclub di Las Vegas Drai’s che un tour in compagnia del rapper Lil Baby. Nonostante Breezy ottenne un riscontro commerciale minore ai precedenti album di Brown, nell'estate del 2022 divenne virale sulla piattaforma TikTok il suo brano Under the Influence, ai tempi un ritaglio contenuto nell'edizione estesa del suo album del 2019 Indigo. A seguito dell'enorme impatto commerciale che seguì la viralità del brano sulla piattaforma, venne pubblicato ufficialmente come singolo, diventando un successo globale. Il titolo del brano diede il nome al tour europeo che Brown intraprese successivamente nel 2023, l'"Under the Influence Tour", che registrò il completo sold out nelle 20 date previste negli stadi, a cui vennero aggiunte ulteriori 5 date che finirono anch'esse sold out.
Nell'estate del 2023 pubblicò il singolo Summer Too Hot, in seguito annunciato come prima uscita dal suo undicesimo album 11:11, previsto per l'uscita l'11 novembre dello stesso anno, legato concettualmente all'omonimo significato numerologico. L'album è stato pubblicato il 10 novembre del 2023.

## Stile musicale

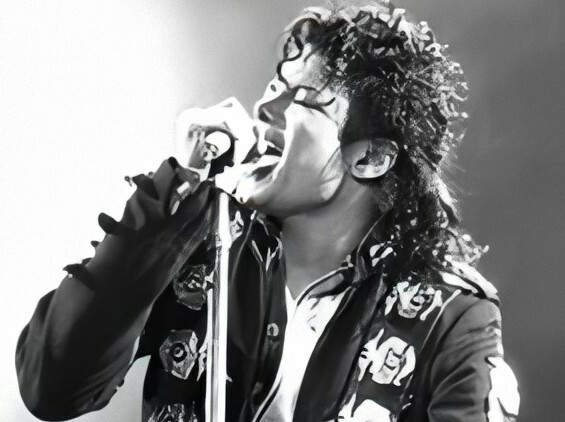
Michael Jackson è stato citato da Chris Brown come "il motivo per cui faccio musica e perché sono un intrattenitore".

Brown ha citato numerosi artisti come sue ispirazioni, principalmente Michael Jackson, esemplificando la sua influenza sia musicalmente che visivamente in episodi come She Ain't You, Fine China e Back to Love. Altre influenze citate da Brown includono Marvin Gaye, Sam Cooke, Ginuwine, Phil Collins, Bobby Brown e R. Kelly.
Il suo stile musicale viene spesso definito poliedrico, essendo il suo R&B caratterizzato da varie influenze di altri generi, prevalentemente da hip hop e pop. I suoi testi si sviluppano per la maggior parte su temi riguardanti sesso, romanticismo, vita veloce, desiderio, rimpianto e conflitto emotivo, avendo anche episodi di introspezione su solitudine e il lato scuro della fama. I critici musicali hanno elogiato il contributo di Brown all'R&B, riconoscendo la sua versatilità e considerandolo un rivoluzionario del genere. Il cantante è considerato essere, da gran parte della critica e del pubblico generale, il più grande artista R&B degli anni 2010, con AllMusic che lo accredita come la "punta di diamante" del genere durante il periodo.
Descrivendo le sue performance vocali, Billboard ha affermato che sono caratterizzate dalla sua armonizzazione, timbro, melisma e "pienezza di sentimento". Mentre la sua voce nei suoi primi due album, Chris Brown ed Exclusive, era considerata "giovanile" e "dolce", a causa della sua giovane età, con progetti successivi come Graffiti e F.A.M.E. fu notata per essere cresciuta in una "voce più matura, distintiva e melodiosa", con Brown "che si è affermato con personalità come cantante". In F.A.M.E. i critici hanno notato un'enorme flessibilità nella sua voce, con USA Today che ha elogiato la capacità del cantante di "fornire performance vocali di prim'ordine in brani R&B, Europop, rap, rock e acustici". Gli album X e Indigo sono stati notati per aver mostrato a pieno il suo timbro, esemplificando le sue esibizioni canore. Nel corso della sua carriera Brown ha sempre avuto una forte influenza hip hop nella sua musica, avvicinandosi di più al genere dal 2010, iniziando a rappare frequentemente nei mixtape e nelle collaborazioni, pubblicando anche singoli da artista principale prettamente rap come Look at Me Now, Till I Die e Stranger Things, oppure eseguendo performance che passano dal canto R&B al rap, come ha fatto in diversi brani del suo album Heartbreak on a Full Moon.
Insieme alle sue capacità vocali e di ballo, la sua scrittura è considerata una delle cose che lo distingue in meglio rispetto ad altri cantanti R&B del suo tempo. Il personaggio radiofonico Ebro Darden ha dichiarato che Brown è "la persona più talentuosa dell'R&B. Trey Songz ha talento, ma non sa ballare come Chris Brown. Usher è probabilmente l'unico che potrebbe avvicinarsi a lui, ma non ha le capacità da scrittore di Chris Brown". Brown ha detto nel 2013, durante un'intervista per Rolling Stone, che le sue canzoni sono sempre "derivate da esperienze personali. D'altra parte, mi piace sempre mescolare la realtà con l'arte".

## Stile di ballo

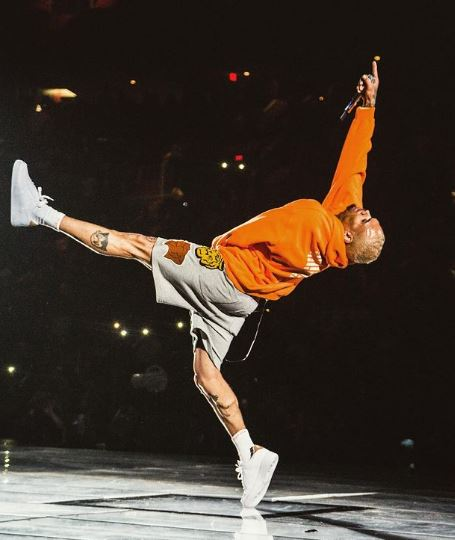
Chris Brown mentre balla sul palco durante il suo "Party Tour" nel 2017

Le capacità di ballo e la presenza scenica di Chris Brown sono ampiamente elogiate, ricevendo frequenti paragoni a Michael Jackson. Il cantante ha dichiarato di aver imparato da autodidatta a ballare imitando i movimenti di Jackson fin dall'infanzia, sviluppando poi un proprio stile distinto nel corso della sua carriera. La maggior parte dei suoi video musicali presentano coreografie complesse, incluso il "futuristico" videoclip per Turn Up the Music, la coreografia ispirata a Jackson di Fine China, Zero, dove ha mostrato diversi stili di danza, tra cui il popping e la sua caratteristica rotazione, Party, dove ha messo in mostra il suo footwork, e Heat, descritto da The Source come una "coreografia liscia come la seta che mostra l'impareggiabile talento nel ballo di Brown nel modo più elegante". Alcune delle sue esibizioni dal vivo più importanti includono la sua ricreazione di Thriller ai World Music Awards del 2006, il suo medley agli MTV Video Music Awards del 2011, dove eseguì una coreografia che includeva parti di volo, e il suo ballo in freestyle del 2015 sul brano March Madness di Future al "Vestival The Hague Malieveld", con un acclamato front-flip.
In film come Stepping - Dalla strada al palcoscenico e Battle of the Year - La vittoria è in ballo, Chris Brown ha mostrato le sue abilità nella breakdance, mantenendosi nei personaggi delle rispettive pellicole.

## Carriera cinematografica
Brown ha fatto alcune apparizioni nelle serie televisive trasmesse One on One e Brandon T. Jackson Show. Inoltre, Brown ha avuto un ruolo ricorrente nella popolare serie The O.C. nel 2007. Il suo debutto cinematografico è avvenuto quello stesso anno nel film Stepping - Dalla strada al palcoscenico, in cui ha recitato insieme a Ne-Yo, Meagan Good e Columbus Short, a cui è seguito il film This Christmas - Natale e altri guai, che lo vide per la prima volta interpretare un ruolo da protagonista. Il 9 luglio 2007, Brown è comparso in un episodio di My Super Sweet 16 (reintitolato per l'occasione: Chris Brown: My Super 18) durante il quale ha festeggiato il suo diciottesimo compleanno. Brown ha partecipato anche in Zack e Cody al Grand Hotel nel ruolo di se stesso. e nel 2009 è stata annunciata la sua partecipazione al film Phenom. Nel 2011 ha partecipato nella pellicola di successo Takers con Paul Walker. Nel 2013 è uscito Battle of the Year - La vittoria è in ballo che lo vede come protagonista insieme agli altri attori Josh Peck e Josh Holloway.
Il 17 aprile 2016 Chris Brown pubblicò sul suo profilo Instagram il trailer di Chris Brown: Welcome to My Life, il documentario ufficiale sulla vita del cantante. Il documentario, diretto da Andrew Sandlers, uscì nel giugno del 2017; inizialmente solo in alcune sale americane, canadesi e messicane, poi nei mesi successivi divenne disponibile sulle principali piattaforme di streaming, tra cui il catalogo di Netflix. Nel documentario, assieme a lui, appaiono altre celebrità come Usher, Jennifer Lopez, Rita Ora, Mike Tyson, DJ Khaled e Mary J. Blige, oltre a sua madre Joyce Hawkins, che danno una descrizione dell'artista dal punto di vista umano e professionale.

## Arte di strada

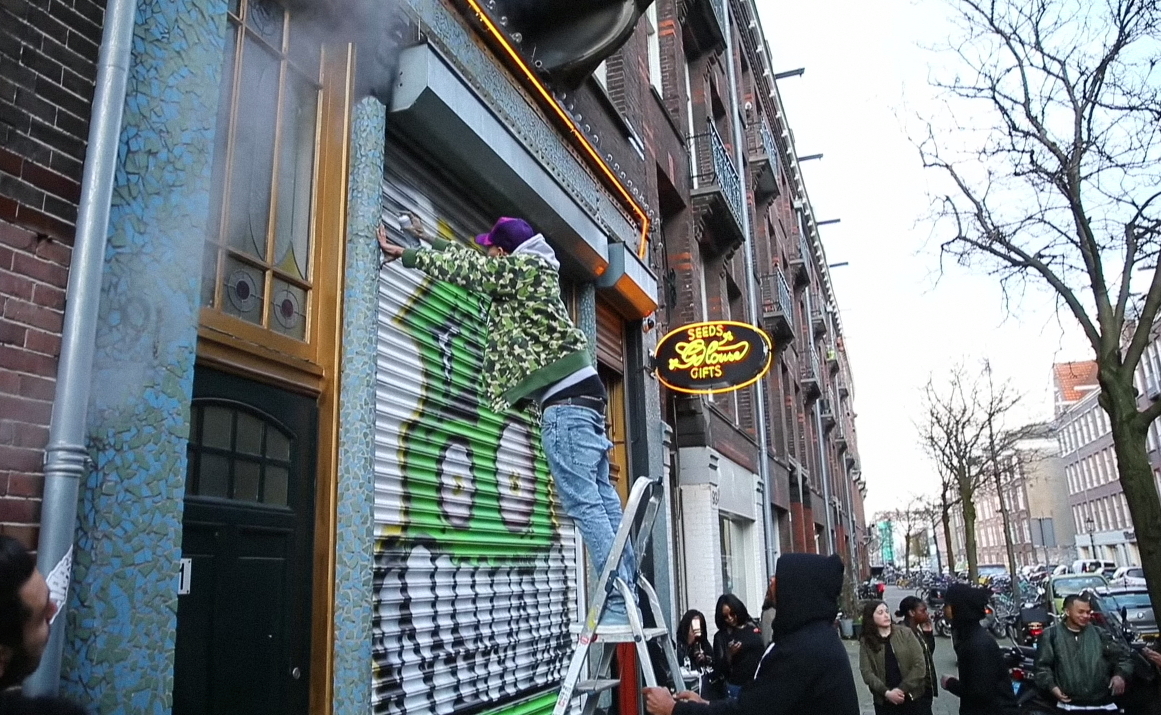
Chris Brown mentre dipinge la serranda di un negozio ad Amsterdam nel 2016

Oltre alla sua carriera musicale e cinematografica, Chris Brown ha intrapreso una proficua attività artistica da writer. Le sue opere sono state descritte essere "ispirate ai manga" e "astratte". Brown ha affermato di aver dipinto fin dall'infanzia, dicendo che «il mio primo approccio è stato dipingere i muri della scuola», affermando di essere sempre stato affascinato dal fatto che disegnare e dipingere «ti dà la possibilità di esprimerti in qualunque modo, mostrando al mondo la propria dimensione».
Brown ha prodotto arte di strada con lo pseudonimo Konfuzed, collaborando con l'artista di strada Kai per produrre opere per la nota fiera d'arte "Miami Basel". Nel 2015 il cantante ha realizzato un'opera su alcune pareti del Grammy Museum. Brown ha realizzato opere di graffiti per diverse città in tutto il mondo, tra cui Los Angeles, Londra e Amsterdam. Le sue abilità nella pittura e nel ballo furono mostrate nello stesso momento quando nel 2017 Chris Brown, in collaborazione con Spotify, dipinse la copertina del suo album Heartbreak on a Full Moon, principalmente ballando sulla tela.

## Vita privata

### Relazioni
Il cantante ha rivelato durante un'intervista con The Guardian di aver perso la verginità all'età di 8 anni con una ragazza che all'epoca aveva 14 o 15 anni, giustificando l'avvenuto con il contesto sociale rurale in cui è cresciuto. Dal 2007 al 2009, Brown ha frequentato la cantante Rihanna fino allo scandalo pubblico di violenza domestica. Nel 2011, Brown ha iniziato a frequentare l'allora commessa di un negozio di vestiti Karrueche Tran. Nell'ottobre del 2012, Brown ha annunciato che ha concluso la sua relazione con Tran perché non voleva "vederla ferita per la mia amicizia con Rihanna". Il giorno dopo l'annuncio, Brown ha pubblicato un video dal titolo "The Real Chris Brown", che presenta le immagini di se stesso, Tran e Rihanna, con Brown che si chiede, "è possibile amare due persone contemporaneamente? Non so se è possibile, ma mi sento così".
Nel gennaio 2013, Rihanna ha confermato da Oprah Winfrey che lei e Brown avevano ripreso la loro relazione amorosa, affermando: "Ora è diverso, non abbiamo più quel tipo di discussioni, parliamo, ci rispettiamo. Sappiamo quel che abbiamo, e non lo vogliamo perdere". Parlando di Brown, Rihanna ha aggiunto: "Non è il mostro che tutti pensano, è una brava persona, ha un cuore fantastico, dà tanto e ama tanto ed è divertente averlo intorno, questo è ciò che amo di lui: mi fa sempre ridere, tutto quello che voglio è ridere, e lo faccio con lui". In un'intervista di maggio 2013, Brown dichiarò che lui e Rihanna si erano separati nuovamente. Conseguentemente si riunì con Tran, ma poi si separarono nell'aprile del 2015, in seguito alla scoperta da parte di entrambi della nascita della figlia di Brown, Royalty, che il cantante concepì accidentalmente a fine 2013 con la modella Nia Guzman. Brown ebbe poi un secondo figlio nel novembre del 2019 di nome Aeko Catori dalla modella Ammika Harris. Nel gennaio del 2022 nacque la sua terza figlia, Lovely Symphani, avuta dalla influencer e modella Diamond Brown.

### Religione
Parlando della sua educazione, Brown ha dichiarato: "eravamo abituati a due paia di scarpe per un anno scolastico, andavamo in chiesa tutti i giorni. Io ero uno di quei ragazzi che aveva più vestiti da chiesa che vestiti scolastici". Dopo essere stato rilasciato dalla prigione il 2 giugno 2014, Brown ha scritto che era "umiliato e benedetto" e ha twittato le parole "grazie a Dio". Nel 2015, durante un'intervista per Vibe magazine, ha affermato che Dio sia l'unica cosa di cui abbia paura. Parlando delle preghiere ha detto: «Prego tutti i giorni, penso che chiunque preghi, anche inconsciamente. Personalmente non prego per il successo. Prego per la conoscenza, per la comprensione e la pace della mente. Cerco davvero di pregare per questo perché è un mondo grande, e puoi lasciarti coinvolgere cercando di accontentare ogni città. Quindi cerco solo di trovare la tranquillità e di capire che essere in pace con i miei difetti e i miei talenti, a me va bene. Dio mi mostra la strada giusta. Quando benedico le altre persone, Lui mi benedice sempre. Non si tratta di una questione personale. Si tratta unicamente di imparare. Voglio imparare le esperienze delle persone, e voglio anche dare loro delle esperienze».

### Bipolarismo e dipendenze
Nonostante il suo successo commerciale e la sua celebrità, Brown ha lottato a lungo con problemi di bipolarismo e dipendenza. Nel suo documentario Welcome to My Life, Brown ha rivelato di aver contemplato il suicidio in seguito all'incidente con Rihanna del 2009. Nel 2013, Brown è stato condannato a 90 giorni di riabilitazione da un giudice della Corte Superiore di Los Angeles per adempiere ai termini della sua libertà vigilata per l'episodio di violenza domestica con Rihanna. Mentre si trovava nella struttura di riabilitazione, a Brown fu formalmente diagnosticato il disturbo bipolare e il disturbo da stress post-traumatico. Il team clinico della struttura di riabilitazione ha attribuito l'aggressività di Brown ad un'assenza di trattamento per i suoi disturbi, ad una grave privazione del sonno, e all'automedicazione inappropriata.
In un'intervista con il personaggio radiofonico Ebro Darden nel 2014, Brown ha parlato del suo uso di droga, rivelando che con la sua riabilitazione del 2014 aveva smesso di usare "lo sciroppo, lo xanax", che iniziò a consumare nei due anni precedenti. Ha aggiunto che se la marijuana compensava le sue tendenze iperattive, "una volta che ho iniziato a usare la codeina, e le altre cose... stavo seduto nella cabina [di registrazione] a dormire". Nel 2017, Billboard scrisse un articolo basato su un'investigazione sulle dipendenze dalla droga di Chris Brown. Secondo Billboard, il cantante smise di assumere i farmaci per il suo disturbo bipolare, e riprese a consumare droga in seguito alla sua separazione con Karrueche Tran nel 2015. Ex membri della squadra di Brown rivelarono a Billboard che l'artista da inizio 2016 avesse iniziato ad utilizzare regolarmente cocaina, xanax, marijuana, MDMA e codeina. Inoltre, le sue ex guardie di sicurezza rivelarono che svariate notti dovevano controllare a turni il battito del cuore di Brown durante la notte mentre dormiva, per assicurarsi che non avesse un'overdose.

### Questioni legali

#### Violenza domestica

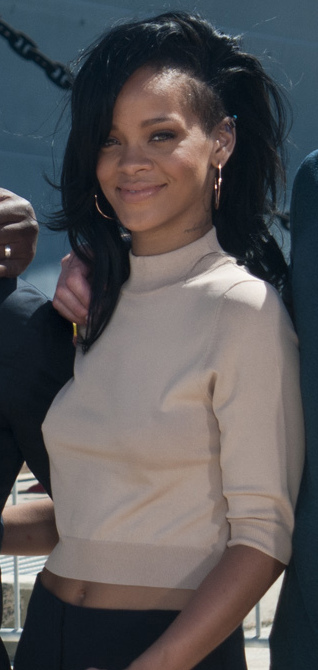
Rihanna nel 2012

Verso le 00:30 dell'8 febbraio 2009, Brown e la sua allora fidanzata, la cantante Rihanna, ebbero una discussione che sfociò nella violenza fisica, lasciando Rihanna con visibili lesioni facciali che hanno richiesto il ricovero in ospedale. Brown si consegnò alla stazione di Wilshire del dipartimento di polizia di Los Angeles alle 6:30 del mattino e fu arrestato per aggressione. Il rapporto della polizia non riportò il nome della donna protagonista nell'incidente ma i media rivelarono che la vittima fu Rihanna. Dopo l'arresto di Brown, furono sospesi numerosi suoi accordi commerciali, la sua musica fu ritirata da diverse stazioni radiofoniche e Brown fu cancellato da numerose apparizioni pubbliche previste, inclusa quella ai Grammy Awards del 2009, dove fu sostituito da Justin Timberlake e Al Green. Brown ha assunto un team di gestione delle crisi e ha rilasciato una dichiarazione in cui diceva: "Le parole non possono esprimere quanto mi dispiaccia e sia rattristato in merito a ciò che è accaduto".
Il 5 marzo 2009, Brown è stato accusato di aggressione. È stato arrestato il 6 aprile 2009, dichiarandosi colpevole e accettando un patteggiamento che previde cinque anni di libertà vigilata, consulenza per la violenza domestica e sei mesi di servizio civile. Diverse organizzazioni contro la violenza domestica criticarono il patteggiamento, sostenendo che la punizione scelta non fu abbastanza grave per il crimine. Il 20 luglio 2009, Brown caricò un video di due minuti sulla sua pagina ufficiale di YouTube scusandosi col pubblico e con Rihanna, esprimendo l'avvenuto come il suo "più profondo rimpianto" e dicendo che si è ripetutamente scusato privatamente con Rihanna e "accetta la piena responsabilità". Nel video, Brown affermò che avrebbe voluto parlare in precedenza del caso, ma gli fu consigliato dal suo avvocato di non farlo fino a quando non le conseguenze legali non sarebbero state risolte. Il video fu poi rimosso, ma è ancora disponibile online. Il 25 agosto il giudice mantenne un ordine restrittivo di cinque anni su Brown, che gli impose di rimanere a 50 metri da Rihanna e a 10 metri in occasione di eventi pubblici.
Il 2 settembre 2009, Brown parlò dell'accaduto in un'intervista pre-registrata con Larry King, per la sua prima intervista pubblica sull'argomento. Fu accompagnato all'intervista da sua madre, Joyce Hawkins, e dall'avvocato Mark Geragos, mentre parlò del suo crescere in una famiglia dove sua madre venne ripetutamente aggredita dal suo patrigno. Brown disse: "Sono sotto shock, perché, prima di tutto, non è ciò che sono come persona, e non è quello che prometto di voler essere." La madre di Brown affermò che Brown "non è mai, mai stato una persona violenta, mai" e che non crede nel ciclo dell'abuso. Brown disse che è "difficile" per lui guardare la famosa fotografia del volto malconcio di Rihanna, che potrebbe essere l'immagine che lo perseguiterà e definirà per sempre, e che lui l'amava ancora. "Sono abbastanza sicuro che possiamo essere sempre amici", disse Brown, per poi paragonare la sua relazione con Rihanna a Romeo e Giulietta, incolpando l'attenzione dei media all'indomani dell'assalto per averli separati. Quando gli è stato chiesto se avesse qualche ricordo dell'aggressione a Rihanna, ha negato.
Nel giugno 2010, la richiesta di visto di Brown di entrare nel Regno Unito fu rifiutata per il fatto che "si è reso colpevole di un grave reato" a causa della sua aggressione a Rihanna. Brown aveva programmato di fare un tour delle città britanniche come parte di un tour europeo, ma Sony dichiarò che a causa di "problemi relativi al suo visto di lavoro" il tour sarebbe stato rinviato. Nel febbraio 2011, su richiesta dell'avvocato di Brown, la giudice Patricia Schnegg ha modificato con l'accordo di Rihanna l'ordine restrittivo, consentendo a entrambi i cantanti di esibirsi in futuro insieme. Il mese seguente, il 22 marzo 2011, durante un'intervista con Robin Roberts su Good Morning America ai Times Square Studios, dove gli venne chiesto della situazione di Rihanna e dell'ordine restrittivo, Brown divenne violento nel suo camerino durante una pausa pubblicitaria prima la sua seconda esibizione, spaccando con un pugno una finestra che dava su Times Square, per poi togliersi la maglietta e, dopo diversi scontri rabbiosi con il produttore, lo staff dello show e la sicurezza degli edifici, lasciare l'edificio a torso nudo. In seguito all'incidente, dichiarò di essere stanco delle persone che insistono sul ricordargli l'accaduto.
L'11 luglio 2012 è stato valutato il lavoro socialmente utile di Brown e gli è stato ordinato di incontrare un giudice. La valutazione è stata ordinata dal giudice della Corte Suprema Patricia Schnegg il 10 luglio 2012. Sarebbe dovuto presentarsi in tribunale per quanto riguardava la valutazione il 21 agosto 2012, tuttavia mentre conduceva il servizio civile in Virginia, Brown risultò positivo alla marijuana ed apparve in tribunale il 25 settembre 2012, momento in cui la sua data di audizione fu cambiata a novembre, per determinare se avesse violato o meno i termini del suo ordine del tribunale. Riapparve in tribunale il 1º novembre 2012, per l'accertamento che non avesse violato la sua libertà vigilata, meno di 24 ore dopo esser stato ad una festa in maschera organizzata da Rihanna. Ha tentato di rivolgersi alla corte e gli è stato detto dal suo avvocato, Mark Geragos, "Io non ballo, tu non parli". Il 20 marzo 2015, la libertà vigilata di Brown è terminata, chiudendo formalmente il caso del crimine derivante dall'aggressione di Rihanna avvenuta più di sei anni prima.
In un auto-documentario del 2017, Chris Brown: Welcome to My Life, Brown raccontò la loro relazione, raccontando per la prima volta nel dettaglio l'episodio di violenza, dicendo che intendeva sposare Rihanna, ma che lei ha perso la sua fiducia dopo una sua bugia su un incontro sessuale con qualcuno che lavorava con lui, avvenuto prima della loro relazione, spiegando come quell'avvenimento gli abbia stravolto vita e carriera, nonché l'occhio dell'opinione pubblica rivolto verso lui, causandogli periodi di depressione.

#### Altre questioni legali e riabilitazione

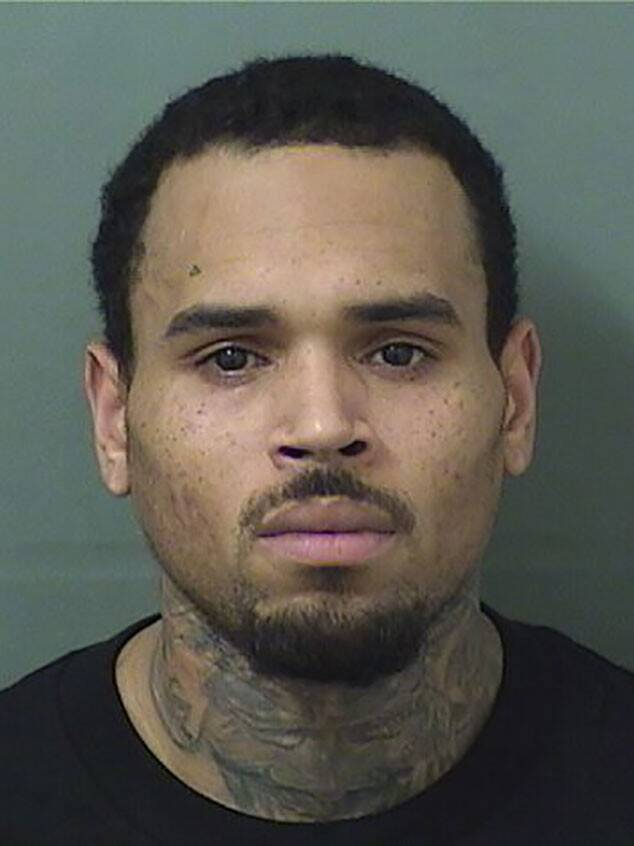
Foto segnaletica di Chris Brown nel 2018

Il 14 giugno 2012, il rapper Drake e il suo entourage sono stati coinvolti in una rissa con Brown e il suo team in un nightclub nel quartiere SoHo di New York. Circa otto persone sono rimaste ferite durante la rissa, tra cui il cestista dei San Antonio Spurs, Tony Parker, che ha dovuto subire un intervento chirurgico per rimuovere un pezzo di vetro dai suoi occhi. Drake non fu arrestato. L'avvocato di Brown ha sostenuto che Drake fosse l'istigatore.
Nel gennaio 2013, Brown fu coinvolto in un alterco con il cantante Frank Ocean su un parcheggio, fuori da uno studio di registrazione a West Hollywood. Gli agenti di polizia a Los Angeles hanno detto che Brown era sotto inchiesta, descrivendo l'incidente imputabile come "percosse" in quanto Brown avrebbe fisicamente colpito Ocean. Quest'ultimo disse pubblicamente di non avere intenzioni di agire legalmente. Ocean venne poi accusato pubblicamente dal cantante Sean Kingston, presente durante l'avvenimento, di essere stato l'istigatore del litigio.
Nell'ottobre 2013, Brown è stato arrestato per aggressione a Washington, durante una discussione riguardante lo scattare una foto con due uomini, per aver sferrato ad uno di loro un pugno che ruppe il suo naso. Brown trascorse 36 ore in un carcere di Washington e fu poi portato in tribunale ammanettato. Fu rilasciato con l'ordine di presentarsi al suo addetto alla sorveglianza della libertà provvisoria in California entro 48 ore. Il funzionario addetto alla sorveglianza preparò un rapporto per il giudice di Los Angeles, che avrebbe potuto ordinargli di completare fino a quattro anni di carcere per il pestaggio di Rihanna, se fosse stato trovato in violazione della sua libertà vigilata.
Il 30 ottobre 2013, Brown decise volontariamente di entrare in riabilitazione. Dopo che Brown completò i suoi 90 giorni, il giudice gli ordinò di rimanere presso l'impianto di trattamento di riabilitazione di Malibu fino all'udienza del 23 aprile 2014. L'accordo era se Brown avesse lasciato la riabilitazione, sarebbe andato direttamente in prigione. Il 14 marzo 2014, Brown è stato espulso dalla struttura di riabilitazione e inviato al carcere regionale di Northern Neck per aver violato le regole interne che ordinavano nessun rapporto di natura sessuale. Sarebbe dovuto esser stato rilasciato il 23 aprile 2014, ma un giudice negò la sua richiesta di rilascio dalla custodia su cauzione di buona condotta. Alla sua data in tribunale del 9 maggio 2014, Brown è stato condannato a scontare 131 giorni di carcere per la sua violazione della libertà vigilata. Fu condannato a servire 365 giorni in custodia; tuttavia, gli vennero accreditati i 234 giorni che ebbe già trascorso tra riabilitazione e carcere. Gli venne dato il rilascio anticipato dal carcere poco dopo la mezzanotte del 2 giugno 2014, a causa del sovraffollamento carcerario.
Nel giugno del 2016 Chris Brown è stato citato in giudizio per aggressione, sequestro personale e percosse da Mike G, l'ex manager del cantante assunto nel 2012 col fine di aiutarlo a riparare la sua immagine pubblica. Mike G sostenne che il 10 maggio dello stesso anno, Brown lo abbia aggredito, chiudendolo in una stanza e dandogli quattro pugni in faccia e al collo. Successivamente, Brown si espose sui suoi social media accusando Mike G di aver rubato soldi mentre lavorava per lui, licenziandolo per questo motivo, accusa che quest'ultimo negò. Nel 2019 la battaglia legale terminò, con Brown e Mike G che informarono i tribunali di come entrambe le parti riconciliarono le loro divergenze raggiungendo un accordo confidenziale. Secondo quanto riferito, i termini dell’accordo chiusero tutte le rivendicazioni contro ciascuna parte garantendo al tribunale la giurisdizione per far rispettare l’accordo.
Nelle prime ore del 30 agosto 2016, una donna chiamò la polizia per riferire che Brown l'aveva minacciata con una pistola all'interno della sua abitazione mentre ammirava un pezzo di gioielleria durante una festa privata. La polizia fu chiamata, ma Brown negò loro l'ingresso senza un mandato. Quando tornarono con uno, furono la polizia di Los Angeles, tra cui la divisione omicidi rapina e la squadra SWAT ad arrivare. Durante questo lasso di tempo, Brown pubblicò video su Instagram, in cui si dichiarò innocente, scagliandosi verbalmente contro la polizia e la copertura mediatica dell'attività a casa sua. Ha accusato i media di diffamare il suo personaggio e la sua integrità, dicendo che è stato "barricato" all'interno della sua casa senza alcune prove, si è lamentato degli elicotteri della SWAT che volavano sopra la sua casa e ha chiamato la polizia "idioti" e "la peggior banda del mondo", affermando che il trattamento eccessivamente astioso nei suoi confronti fosse causato dalle preferenze razziali della polizia statunitense. Brown fu arrestato e in seguito rilasciato dalla prigione per cauzione di $ 250.000. Il 1º settembre 2016, l'avvocato di Brown, Mark Geragos, ha dichiarato che non c'era alcuna situazione di stallo e che, per quanto riguarda le investigazoni della polizia di Los Angeles, "non è stato trovato nulla che confermasse le affermazioni dell'accusatrice". Le accuse furono successivamente ritirate dopo che i pubblici ministeri rifiutarono di citare in giudizio Brown con l'accusa del crimine. Brown successivamente citò in giudizio l'accusatrice per diffamazione, prevalendo nella causa, dopo che fu stabilito che l'imputato aveva portato in tribunale dichiarazioni false e diffamatorie su Brown, attraverso dei suoi messaggi di testo incriminanti in cui diceva "non sai che questo svalvolato Chris Brown ci sta cacciando da casa sua perché ho chiamato il gioielli del suo amico falsi? Puoi venire a prendermi? Il mio Uber sta facendo un casino, altrimenti lo incastrerò e chiamerò la polizia e dirò che ha cercato di spararmi e questo gli insegnerà un lezione, gli metterò a posto il cu*o". Brown in seguito disse attraverso i suoi account sui social media: "A causa del mio passato, il mio personaggio continua a essere deturpato da queste notizie false e calunnie evidenziate dai media, ma io sono felice che tutti i miei veri sostenitori sappiano chi sono veramente e possano vedere la verità".
Nel 2017, la sua ex fidanzata Karrueche Tran, ha richiesto e ottenuto un'ordinanza restrittiva di 5 anni contro Chris Brown. Un giudice di Santa Monica, in California, ha accolto la richiesta dell'attrice durante un'udienza in cui lei ha condiviso messaggi di testo e messaggi vocali minacciosi da parte del cantante. Tran ha anche affermato di essere stata aggredita fisicamente in passato durante la loro relazione. Brown non si è presentato all'udienza e ha pubblicamente negato le accuse, affermando: "non accetterò documenti da nessun avvocato e non andrò in tribunale ad ammettere colpe per macchiare ulteriormente il mio nome. Mi sono dichiarato colpevole nel caso con Rihanna perché lo ero. Mi rifiuto di permettere a queste persone dal cuore malvagio di etichettarmi e mentire perché pensano che ciò farà salire alle stelle la loro carriera. State lontani da me. Lei non ha bisogno di un ordine restrittivo contro di me, io ho bisogno di uno contro di loro!".
Dopo uno spettacolo in Florida, il 5 luglio 2018, Brown fu arrestato con l'accusa di aggressione aggravata ad un paparazzo risalente all'aprile del 2017. Fu portato nella prigione di Palm Beach e rilasciato su una cauzione di 2.000 $.

## Imprese commerciali
Nel 2007, Brown ha fondato l'etichetta discografica CBE (Chris Brown Entertainment o Culture Beyond Your Evolution), sotto la Interscope Records. Da allora Brown ha firmato artisti tra cui Kevin McCall, la cantante Sabrina Antoinette, l'ex membro delle RichGirl, Sevyn Streeter, la cantautrice Joelle James e il gruppo rock U.G.L.Y.. Tuttavia dal 2014 l'etichetta ha iniziato a firmare esclusivamente i lavori di Brown. Il cantante ha dichiarato nel 2015 di possedere quattordici ristoranti Burger King, poi rivelando nel 2022 durante un'intervista con Big Boy di averne venduto le proprietà.
Nel 2021, il cantante ha lanciato i suoi cereali, "Breezy's Cosmic Crunch", collaborando con SoFlo Snacks per quest'edizione limitata di cereali collezionabili.

### Carriera stilistica
Dal 2012, Chris Brown è proprietario di una sua linea d'abbigliamento streetwear chiamata Black Pyramid, e nel 2016 la linea è stata espansa a una distribuzione più ampia, collaborando con linee di abbigliamento streetwear come Snipes per una distribuzione mondiale, grazie anche alle proprie boutique Black Pyramid. Nell'estate del 2016 è stato scelto come modello e sponsor per promuovere la casa d'abbigliamento tedesca Snipes. Lo stesso anno ha fatto da modello anche per la campagna autunnale e invernale di Philipp Plein. Nel 2016, durante un'intervista con Vanity Fair Italia, rispondendo ad una domanda sulla sua definizione di stile, ha risposto: «Non è il nome di uno stilista, non è sfilare come modello, non è il denaro che puoi spendere per una giacca. Lo stile è la consapevolezza di te stesso, la sicurezza in te stesso. È sentirti a tuo agio in quello che hai addosso e in quello che sei. È la capacità di essere un individuo, di essere te stesso, di essere libero in un mondo libero».
Nel 2023 ha collaborato con la compagnia di scarpe Zellerfeld lanciando il suo modello di ciabatte, chiamate "Nami Slides".

## Attività benefiche
Nel 2010 Chris Brown è stato l'headliner di un concerto di beneficenza organizzato da Hope for Haiti Now, dove i ricavati furono devoluti per i danni materiali causati dal terremoto di Haiti del 2010.
Nel 2012 Brown fondò la "Symphonic Love Foundation". La fondazione offre supporto alle organizzazioni coinvolte nei programmi educativi sulla violenza domestica e sul come uscirne.
Nel 2015, in occasione dell'uscita del suo settimo album in studio Royalty, il cantante annunciò che una parte consistente dei suoi profitti dalle vendite dell'album sarebbe stata devoluta in beneficenza per attrezzature mediche e per finanziare l'associazione umanitaria "Best Buddies", fondata con lo scopo di consentire l'inserimento nella società di soggetti affetti da disabilità intellettive.

## Discografia

### Album
- 2005 - Chris Brown
- 2007 - Exclusive
- 2009 - Graffiti
- 2011 - F.A.M.E.
- 2012 - Fortune
- 2014 - X
- 2015 - Royalty
- 2017 - Heartbreak on a Full Moon
- 2019 - Indigo
- 2022 - Breezy
- 2023 - 11:11

#### Album collaborativi
- 2015 - Fan of a Fan: The Album (con Tyga)

## Tournée
- 2006: Up Close and Personal Tour
- 2007: The UCP Exclusive Tour
- 2009: Fan Appreciation Tour
- 2011: F.A.M.E. Tour
- 2012: Carpe Diem Tour
- 2015: Between The Sheets
- 2016: One Hell Of a Nite Tour
- 2017: The Party Tour
- 2018: Heartbreak On a Full Moon Tour
- 2019: Indigoat Tour
- 2022: One of Them Ones Tour
- 2023: Under the Influence Tour
- 2024: 11:11 Tour

## Filmografia

### Cinema
- Stepping - Dalla strada al palcoscenico, regia di Sylvain White (2007)
- This Christmas - Natale e altri guai, regia di Preston A. Whitemore II (2007)
- Takers, regia di John Luessenhop (2010)
- Think Like a Man, regia di Tim Story (2012)
- Bad 25, regia di Spike Lee (2012)
- Battle of the Year - La vittoria è in ballo, regia di Benson Lee (2013)
- Chris Brown: Welcome to My Life, documentario (2017)
- She Ball, regia di Nick Cannon (2021)

### Televisione
- One on One - serie TV, episodio 5x17 (2006)
- Christmas in Washington - speciale televisivo, ospite d'onore (2006)
- The O.C. - serie TV, 4 episodi (2007)
- My Super Sweet 16 - programma televisivo, episodio 5x04 (2007) - Speciale 18º compleanno[181]
- Sesamo apriti - programma televisivo, ospite d'onore (2007)
- Zack e Cody al Grand Hotel - serie TV, episodio 3x20 (2008)
- Tosh.0 - serie TV, episodio 3x10 (2011)
- Real Husbands of Hollywood - serie TV, episodio 4x4 (2015)
- Black-ish - serie TV, episodio 3x19 (2017)